# Euonymus acanthocarpus
Euonymus acanthocarpus je vrsta cvjetnice iz porodice Celastraceae. Endemična je u Kini. Njena staništa su raspršena po šumama.
Raste u obliku grma koji može narasti do 8 metara visine, no najčešće naraste do 2 ili 3 metra. Ima kožnate listove i cvat od mnogo cvjetova. Cvjetovi su žuto-zeleni, 6 do 8 mm u promjeru. Voćna kapsula je prekrivena trnjem, te sadrži sjeme s narančastim arilusama.